# Volari
Volari (szerbül: Волари) falu Bosznia-Hercegovinában, Bosanska krajina területén, a Szerb Köztársaságban, Šipovo községben. 

## Fekvése
Bosznia-Hercegovina közép-nyugati részén, Banja Lukától légvonalban 54, közúton 79 km-re délre, községközpontjától légvonalban 3 km-re, közúton 4 km-re keletre, a Pliva jobb partján, a Volarica-patak torkolatánál és a felette emelkedő hegyes területen, 450 - 500 méteres magasságban fekszik, de egyes részei ezer méter főlé is felnyúlnak. Két fő része a Pliva mellett fekvő Donji Volari és a hegyek között fekvő Gornji Volari.

## Népessége
| Nemzetiségi csoport | Népesség 1991 | Népesség 2013 |
| ------------------- | ------------- | ------------- |
| Szerb               | 239           | 134           |
| Bosnyák             | 326           | 112           |
| Horvát              | 4             | 2             |
| Jugoszláv           | 7             | 0             |
| Egyéb               | 0             | 1             |
| Összesen            | 576           | 249           |

## Története
A régészeti leletek tanúsága szerint a település területe már az őskortól fogva lakott. Területe rendkívül gazdag a régészeti lelőhelyekben. A legrégibb leletek a bronzkorból származnak, a Selište nevű lelőhelyen bronzkori település maradványait találták és bronzkori az a szekerce is, amit a falu határában, a Volari I. lelőhelyen találtak. A település a római korban is lakott volt, azt igazolják a római település maradványai és a Pliva mellett talált római sírkő. A késő ókori templom falába is számos római tégla és gazdagon díszített kő volt beépítve. Ugyancsak a késő ókorból származik az a menedékvár, amely egy sziklán hegytetőn állt a település határában, a Veliki Kamen nevű magaslaton. A középkori települések meglétéről tanúskodik a határában levő két késő középkori temető maradványa. A sírkövek típusai arra utalnak,  középkorban itt a kereszténység eretnek irányzatának tekintett bogumilok települése állt. A legrégebbi ilyen sírkövek a 12. század második feléből származnak, de csak a 14-15. században terjedtek el. Bosznia-Hercegovina, Szerbia, Horvátország és Montenegró területén mintegy 3300 helyszínen körülbelül hetvenezer ilyen stećak található. A középkori település végét feltehetően a közeli Sokol várának 1518 körül bekövetkezett eleste jelentette.
A település 1878-ig tartozott az Oszmán Birodalomhoz, majd az Osztrák-Magyar Monarchia része lett. 1879-ben az első osztrák-magyar népszámlálás során Volariban önálló községként 220 házat, 655 muszlim  és 747 ortodox szerb lakost számláltak. Települései Čitluk, Dolnja Mahala, Gorica, Gornja Mahala, Krčevina, Maglić, Močila és Močioci voltak. 1910-ben Volari községben 384 házat, 1778 ortodox szerb, 544 muszlim és 6 katolikus lakost találtak. A monarchia szétesésével 1918-ben előbb a Szerb-Horvát-Szlovén Királyság, majd 1929-től a Jugoszláv Királyság része. Jugoszlávia megszállása után a falu a Független Horvát Állam (NDH) része lett. 1921-ben a községben 313 házat és 2271 lakost számláltak. 1945-től a település a szocialista Jugoszlávia része volt. A településen az 1991-es népszámlálás adatai szerint 576-an éltek. A Bosznia-Hercegovinában zajló polgárháború idején a Visoko Krajina többi településéhez hasonlóan a Boszniai Szerb Köztársaság része volt. A területén 1995 szeptemberéig nem volt háborús hadművelet, ekkor azonban a település területét a Horvát Köztársaság fegyveres ereje megszállta. A horvát csapatok elől a lakosság elmenekült. A daytoni békeszerződés aláírása után a település a Szerb Köztársasághoz, azon belül Šipovo községhez került. 

## Nevezetességei
- Crkvina – késő ókori templom romjai. A nagy valószínűséggel templomként szolgált épület falai tört kövekből és vert téglákból épültek. A falakba számos római tégla és gazdagon díszített kő volt beépítve. Mellette falazott sírt találtak, benne három csontvázzal. A leletek korát az 5. – 6. századra becsülték.[4]

- Potkučnica – középkori temető maradványai két fennmaradt stećak sírkővel. A sírkövek részben egy épület alapjaiba voltak beépítve, részben pedig megsemmisültek. Az egyik stećakot ló alakja díszíti.[4]

- Selište – őskori település és középkori temető maradványai. A leletek főként kerámia töredékekből, egyéb háztartási hulladékból és égési végtermékből állnak, a késő bronzkorból és a kora vaskorból származnak. A középkori temetőből két stećak sírkő maradt fenn. Egyedi lelet volt egy vasból készült sarkantyú. A középkori leletek a 15. – 16. századból származnak.[4]

- Veliki Kamen – késő ókori menedékvár maradványai. A szikla tetején mészhabarcsba rakott kőfalak maradványai láthatók. Korát a 4. – 6. századra teszik.[4]

- Gornji Vakuf – római település maradványai. A 140x160 méteres nagyságú területen római építőanyag maradványok, faragott kövek, téglák és cserepek töredékei találhatók, sok kerámia töredékkel és egyéb hulladékkal az 1. – 3. századból.[4]

- A Volari I. lelőhelyen késő bronzkori, nagyméretű bronz szekerce került elő. Kora az i. e. 10. – 9. század.[4]

- Volari II. lelőhelyen, a Pliva jobb oldali mellékvize, a Han medrében római sírkő lelettel, rajta Silvanus isten ábrázolása. Kora a 2. – 3. század.[4]